# 牟韻潔
牟韻潔（英語：Jennifer Mou；1993年11月21日—），綽號小牛，臺灣女藝人，2009年出道，2018年加入無綫電視台灣製作中心。

## 演出作品

### 主持節目
2018年
- 《就是愛美麗》（第一輯）
- 《小滋女孩》（第一、二輯）
- 《MASA滋味日常》
- 《沒玩過的台北》
- 《出走地圖》
- 《就是愛美麗》（第二、三輯）

2019年
- 《東京血拼攻略》
- 《小滋女孩》（第三輯）
- 《就是愛美麗》（第四輯）
- 《小滋女孩放暑假》
- 《100%吸引力法則》
- 《血拼全世界》
- 《閃過台北聖誕節》

2020年
- 《出走地圖》（第三輯）
- 《小滋女孩》（第四輯）
- 《十築台灣》

### 演出
2017年
- 《#後生仔去台灣傾吓偈》

2019年
- 《#後生仔傾吓偈》

2020年
- 《#溫哥華後生仔傾吓偈》

### MV
- 胡鴻鈞 - 沒身份妒忌

## 外部連結
- 牟韻潔的Instagram帳戶
- 牟韻潔的Facebook專頁